# Tadeusz Niezgoda
Tadeusz Niezgoda (ur. 22 lutego 1948 w Chmielniku k. Kielc) – polski naukowiec, wynalazca, profesor, specjalista w dziedzinach: mechanika, budowa i eksploatacja maszyn w następujących specjalnościach: mechanika techniczna, budowa i eksploatacja maszyn, metody komputerowe w mechanice, techniki komputerowe i eksperymentalne w modelowaniu numerycznym i symulacji materiałów, konstrukcji i procesów.
Były prorektor ds. nauki Wojskowej Akademii Technicznej (WAT) i prodziekan Wydziału Mechanicznego (WME), aktualny przewodniczący Polskiego Towarzystwa Mechaniki Eksperymentalnej, Wiceprezes Zarządu Polskiego Stowarzyszenia Naukowego Recyklingu oraz Kierownik Centrum Zaawansowanych Technologii Energetycznych WME WAT, jak także Katedry Mechaniki i Informatyki Stosowanej Wydziału Mechanicznego WAT. Wykładowca Wojskowej Akademii Technicznej i Politechniki Warszawskiej.

## Życiorys
Profesor Tadeusz Niezgoda ukończył studia w roku 1973 na Wydziale Chemii i Fizyki Technicznej. Stopień doktora nauk technicznych uzyskał w 1980 roku po obronie pracy doktorskiej pt. „Modyfikacja metody gradientów sprzężonych i analiza jej efektywności MES”, a stopień doktora habilitowanego w 1992 roku po przedstawieniu rozprawy pt. „Numeryczna analiza wybranych zagadnień termomechaniki”, w której poddał analizie szereg zagadnień związanych z budową i eksploatacja maszyn energetycznych. W roku 2005 uzyskał tytuł profesora.
W latach siedemdziesiątych profesor Niezgoda brał udział w pracach Zespołu Katedry Mechaniki Teoretycznej i Wytrzymałości Materiałów, opracowującego według koncepcji prof. Jana Szmeltera, pierwszy w kraju system programów metody elementów skończonych o nazwie WAT-KM do analizy statycznej konstrukcji prętowych i powłokowo–prętowych, analizy drgań własnych i wymuszonych oraz ustalonych i nieustalonych problemów termosprężystości.
Do wybitnych osiągnięć profesora T. Niezgody należą m.in.: opracowane oryginalne metody numerycznej analizy różnych klas konstrukcji, w szczególności w warunkach obciążeń ekstremalnych, m.in. uderzenie pociskiem i wybuch miny, z zastosowaniem zaawansowanych systemów CAD/CAM/CAE. Metody te zostały zastosowane do opracowania konstrukcji wielowarstwowych pancerzy i osłon przeciwminowych, które zostały wdrożone do produkcji i służą do ochrony pojazdów wsparcia logistycznego wojskowych w Siłach Zbrojnych RP.
Profesor Tadeusz Niezgoda jest twórcą zespołu naukowego o kompetencjach uznanych zarówno w kraju, jak i za granicą. Na zlecenie ośrodków zagranicznych (USA, UE) oraz Ministerstwa Nauki i Szkolnictwa Wyższego, Narodowego Centrum Badań i Rozwoju, instytutów naukowo-badawczych i badawczo-rozwojowych, biur konstrukcyjnych oraz zakładów przemysłu zbrojeniowego zrealizował i realizuje szereg prac naukowo-badawczych. Dorobek naukowy profesora obejmuje ponad 450 publikacji opublikowanych w czasopismach zagranicznych, krajowych oraz w materiałach konferencyjnych międzynarodowych i krajowych konferencji naukowych.
W ostatnich latach prof. Niezgoda skupił wokół siebie liczne grono młodych pracowników nauki, mających perspektywy szybkiego rozwoju naukowego w ramach autorskiej szkoły zaawansowanego modelowania numerycznego. Wraz z nim realizują problematykę badawczą obejmującą zagadnienia analiz inżynierskich różnorodnych konstrukcji w aspekcie poprawy bezpieczeństwa w ruchu drogowym, a zwłaszcza nowych konstrukcji paneli energochłonnych jak nakładki na bariery drogowe.
Profesor T. Niezgoda kieruje także pracami z zakresu tzw. high-technology, dotyczącymi np. unikalnych rozwiązań konstrukcji mobilnych przepraw mostowych (tzw. pontonowy most kasetowy) i wagonu do transportu naczep ciężarówek typu TIR (który spełnia wymagania skrajni kolejowej), a także sterowania parametrami pracy wibromłota przy zastosowaniu w nim materiałów magnetoreologicznych.
W ostatnim czasie profesor Tadeusz Niezgoda rozwija nowe technologie energetyczne i wydobywcze górnictwa wiertniczego w obszarze metod i mechanicznych urządzeń wydobywczych. Wraz z zespołem prowadzi prace związane z opracowaniem sposobu sprzężonego wydobycia węglowodorów gazowych i magazynowania CO2 w odwiertach poziomych oraz z opracowaniem nowych elementów technologii pozyskiwania energii geoplutonicznej.
W uznaniu osiągnięć naukowo–technicznych został odznaczony przez Komisję Odznaczeń Belgii ds. Wynalazczości Królestwa Belgii Krzyżem Wielkim Grand Officer orderu „Merite de L’Invention” za zasługi w ruchu wynalazczym w 2013 roku, nagrodą Ministra Infrastruktury oraz odznaką „Zasłużony dla Transportu Rzeczypospolitej Polskiej” nadanym w roku 2008. Został również wyróżniony wysokimi odznaczeniami państwowymi i resortowymi. Do najważniejszych należą Krzyże Oficerski i Komandorski Orderu Odrodzenia Polski, Medal Komisji Edukacji Narodowej, Złoty Medal za Zasługi dla Obronności Kraju. Ostatnio został uhonorowany (luty 2014) nagrodami Ministra Nauki i Szkolnictwa Wyższego za osiągnięcia w ruchu wynalazczym (- zespół prof. Tadeusza Niezgody w składzie: dr hab. inż. Wiesław Barnat, mgr inż. Tomasz Wróbel i dr inż. Marcin Szczepaniak za „Rodzinę modułowych pojazdów specjalnych do rozpoznania i rozminowywania dróg SHIBA”, który to projekt uzyskał Grand Prix na wystawie w Kuala Lumpur, – zespół twórców: gen. bryg. prof. dr hab. inż. Zygmunt Mierczyk, prof. dr hab. inż. Tadeusz Niezgoda, dr inż. Danuta Miedzinska, dr inż. Grzegorz Sławiński, mgr inż. Marcin Konarzewski i mgr inż. Piotr Kędzierski za „Metodę zwiększania odzysku ciepła z głębokich otworów” który to projekt uzyskał złoty medal z wyróżnieniem na wystawie IWIS w Warszawie.) oraz za szczególną aktywność w dziedzinie promocji wynalazczości na arenie międzynarodowej.

## Przykładowe projekty
1. Projekt rozwojowy pt. Metoda badania obiektów inżynieryjnych w nowych warunkach transportu kolejowego, MNiSW, wykonawca
2. Projekt rozwojowy pt. Pasywna ochrona obiektów mobilnych (powietrznych i lądowych) przed oddziaływaniem pocisków AP, MNiSW, kierownik
3. Projekt rozwojowy pt. Innowacyjna technologia kolejowego transportu samochodów ciężarowych typu TIR, NCBiR, wykonawca
4. Projekt rozwojowy pt. Opracowanie modułów i materiałów elastycznych o wysokiej wytrzymałości i odporności balistycznej w zastosowaniu na mosty przeprawowe, MNiSW, wykonawca
5. Projekt rozwojowy pt. System ochrony biernej pojazdów opancerzonych przed pociskami kumulacyjnymi, MNiSW, wykonawca
6. Projekt rozwojowy pt, Kołowy, pływający transporter opancerzony – mobilny nośnik systemów rozpoznania i zwalczania materiałów niebezpiecznych z możliwością wykorzystywania podczas stanów klęsk żywiołowych, MNiSW, wykonawca
7. Projekt rozwojowy pt. Rodzina modułowych kołowych pojazdów opancerzonych do rozpoznania i rozminowania dróg, MNiSW, wykonawca
8. Projekt rozwojowy pt., System obrony aktywnej do ochrony obiektów mobilnych przed pociskami z głowicami kumulacyjnymi, MNiSW, kierownik
9. Projekt rozwojowy pt., Bezpieczeństwo infrastruktury krytycznej poprzez system ochrony pasywnej, MNiSW, wykonawca

Profesor Tadeusz Niezgoda jest także cenionym nauczycielem akademickim. Łącznie przeprowadził ponad 8000 godzin ćwiczeń i wykładów, głównie na studiach stacjonarnych dla studentów Wydziału Mechanicznego, Inżynierii Wojskowej, Uzbrojenia i Lotnictwa oraz Chemii i Fizyki Technicznej w Wojskowej Akademii Technicznej, a także ponad 1000 godzin na Wydziale Inżynierii Produkcji Politechniki Warszawskiej. Prowadził wykłady i ćwiczenia audytoryjne oraz zajęcia laboratoryjne z przedmiotów: mechanika teoretyczna, mechanika techniczna, wytrzymałość materiałów, metody numeryczne w mechanice konstrukcji oraz z przedmiotów z zakresu zastosowań informatyki w mechanice. W obszarze tych przedmiotów jest autorem lub współautorem programów kształcenia oraz wykładowcą wiodącym. Od wielu lat prowadzi zajęcia z takich specjalistycznych przedmiotów, jak: walidacja modeli numerycznych, termomechanika, numeryczna analiza przewodzenia ciepła oraz naprężenia cieplne dla studentów Wydziału Mechanicznego studiujących według programów indywidualnych. Prowadził również szereg wykładów w ramach Wszechnicy Akademickiej WAT, głównie z zagadnień nieliniowej analizy termomechanicznej oraz numerycznego modelowania mikrostruktury ceramiki w aspekcie występowania w mikroobszarach naprężeń własnych i cieplnych wynikających z procesu wytwarzania i eksploatacji. Był promotorem wielu rozpraw inżynierskich, magisterskich, doktorskich, a także opiekunem habilitantów. Recenzował wnioski o tytuł profesora oraz doktora honoris causa. W uznaniu zasług naukowo-dydaktycznych otrzymał medal Komisji Edukacji Narodowej (1999).
Efekty pracy naukowej publikował w renomowanych czasopismach krajowych oraz zagranicznych, takich jak np. Computational Materials Science czy też Solid State Phenomena. Był również redaktorem naczelnym współautorskiej monografii z dziedziny mechaniki wydanej przez WNT („Modelowanie numeryczne mikrostruktury ceramiki”, 2005) oraz Wydawnictwo WAT („Analizy numeryczne wybranych zagadnień mechaniki”, 2007). Wielokrotnie recenzował publikacje m.in. dla Journal of Pressure Vessel Technology, Journal of KONES, Mechanics of Advanced Materials and Structures, Acta of Bioengineering and Biomechanics, Computer Physics Communications, Biuletynu WAT i in. Wygłosił szereg referatów zamawianych na konferencjach krajowych i międzynarodowych.
Zasiada w wielu Komitetach Naukowych (KN) konferencji krajowych i międzynarodowych. Jest przewodniczącym konferencji Techniki Komputerowe w Inżynierii oraz wiceprzewodniczącym KN KONES Powertrain & Transport. Jest również członkiem Rad Naukowych Instytutu Lotnictwa oraz Instytutu Technicznego Wojsk Lotniczych. Zasiada w Radzie Wydziału Mechanicznego WAT. Przewodniczy Komisji Senackiej ds. Nauki oraz Komisji ds. Oceny Administracji Centralnej (WAT). Od roku 2012 Członek Komitetu Transportu PAN.

## Pozostałe pełnione funkcje
- Wiceprezes Zarządu Polskiego Stowarzyszenia Naukowego Recyklingu, od 2015 (od 2009 Członek Zarządu i Rady Programowej)
- Członek zwyczajny Akademii Inżynierskiej w Polsce (Academy of Engineering in Poland), od 2015
- Ekspert Generalnej Dyrekcji Dróg Krajowych i Autostrad, od 2012
- Przewodniczący Polskiego Towarzystwa Mechaniki Eksperymentalnej, od 2014
- Przewodniczący Sekcji Polskiej Towarzystwa Mechaniki Eksperymentalnej (Society of Experimental Mechanics), od 2010 do 2014
- Wiceprzewodniczący Centrum Naukowo-Przemysłowego „TEAM ECO”, od 2012
- Członek Komitetu Programowego Czasopisma Mechanik, od 2012
- Kierownik obszaru tematycznego w ramach Sieci Doskonałości „Procesy Produkcyjne – ProNet”, od 2004.
- Członek Sekcji Metod Eksperymentalnych w Mechanice, Komitet Mechaniki PAN, od 1997.
- Członek Sekcji Nauk Obliczeniowych, Komitet Informatyki PAN, od 2009.
- Członek Metod Komputerowych Mechaniki, Komitet Mechaniki PAN, od 2009.

Profesor Tadeusz Niezgoda stale współpracuje z naukowymi ośrodkami zagranicznymi m.in. Florida State University i Indiana State University.
Opracowane pod jego kierunkiem innowacyjne rozwiązania konstrukcyjne zdobyły liczne medale i wyróżnienia na światowych targach i konkursach wynalazczości, takich jak „Concours – Lepine” – Paryż, IWIS – Warszawa, IENA –
Norymberga, BRUSSELS INNOVA, INTERNATIONAL EXHIBITION OF INVENTIONS OF GENEVA – Genewa, International Salon of Inventions and New Technologies – New Time – Ukraina, International Invention Innovation & Technology Exhibition – Kuala Lumpur, Międzynarodowy Salon Wynalazków i Innowacyjnych Technologii „ARCHIMEDES 2012” w Moskwie czy SIIF w Seulu. Ponadto osiągnięcia zespołu dotyczące „Panelu energochłonnego poprawiającego bezpieczeństwo uczestników zdarzenia drogowego” oraz „Zaawansowanej metody symulacji i badań numerycznych w zastosowaniu do opracowania innowacyjnej konstrukcji wagonu kolejowego do przewozu naczep typu TIR” zostały wyróżnione nagrodą Ministra Infrastruktury.
Efektem prowadzonych prac badawczych są liczne wdrożenia, patenty oraz zgłoszenia patentowe, zarówno krajowe, jak i międzynarodowe.

## Przykładowe wdrożenia zespołu KMIIS pod kierownictwem prof. Niezgody
1. Wdrożenie jednorodnego deflektora typu V zwiększającego ochronę życia i zdrowia załogi pojazdu Żubr, AMZ-KUTNO Sp. z o.o., 2007.
2. Wdrożenie kompozytowo-aluminiowego deflektora typu „V” zwiększającego ochronę życia i zdrowia załogi pojazdu Żubr, AMZ-Kutno Sp. z o.o., 2007.
3. Wdrożenie pancerza warstwowego metal-ceramika-metal do pojazdu Żubr, AMZ-Kutno Sp. z o.o., 2007.
4. Wdrożenie warstwowego pancerza kompozytowego metal-ceramika-płyta-Metawell do pojazdu Żubr, AMZ-Kutno Sp. z o.o., 2008.
5. Wdrożenie wielowarstwowego aluminiowo-pianowego deflektora ze wzmocnieniami stalowymi w układzie „U” zwiększającego ochronę życia i zdrowia załogi pojazdu Żubr, AMZ-KUTNO Sp. z o.o., 2008.
6. Wdrożenie kompozytowo-aluminiowego deflektora z warstwą pianową zwiększającego ochronę życia i zdrowia załogi pojazdu Żubr, AMZ-KUTNO Sp. z o.o., 2008.
7. Wdrożenie metodyki kształtowania podstawowych elementów konstrukcji z kompozytów drewnopochodnych w zastosowaniu na lekkie konstrukcje budowlane, TS Technology Sp. z o.o., 2009.
8. Numeryczna analiza wytrzymałościowa konstrukcji stentu stalowego ze stopu 316L, Balton Sp. z o.o., 2009.
9. Numeryczna analiza wytrzymałościowa konstrukcji stentu Co-Cr ze stopu L605, Balton Sp. z o.o., 2009.
10. Wdrożenie metodyki badań jakościowych stali na pokrycia dachowe przy wykorzystaniu dostarczonych próbek, Finish Profiles Sp. z o.o., 2009.
11. Wdrożenie metodyki kształtowania podstawowych elementów konstrukcji z kompozytu drewnopochodnego, TS Technology Sp. z o.o., 2009.
12. Wdrożenie „Badania geometrii wnętrza pojazdu z wykorzystaniem techniki inżynierii odwrotnej”, AMZ-Kutno Sp. z o.o., 2010.
13. Wdrożenie i opracowanie metodyki modelowania wybuchu pod skorupą pojazdu gąsienicowego, AMZ-Kutno Sp. z o.o., 2010.
14. Wdrożenie pianowo-kompozytowego panelu zwiększającego ochronę życia i zdrowia załogi pojazdu gąsienicowego, AMZ-Kutno Sp. z o.o., 2010.
15. Wdrożenie „Analiza wysoko wytężonej konstrukcji stenta kardiochirurgicznego o złożonej geometrii – platformy powłok aktywnych nowej generacji, Balton Sp. z o.o., 2010.
16. Wdrożenie metod badań i kontroli właściwości mechanicznych welonu szklanego wykorzystywanego w budownictwie jako materiał izolacyjny, Saint-Gobain Velimat Polska Sp. z o.o., 2011.

## Patenty, zgłoszenia patentowe, wzory użytkowe zespołu KMIIS pod kierownictwem prof. Niezgody
1. Patent krajowy nr PAT.217196 z dnia 26.11.2014 r. pt. Osłona kompozytowo-pianowa do ochrony załóg pojazdów lekko opancerzonych
2. Patent krajowy nr PAT.397963 z dnia 05.11.2014 r. pt. Energochłonny panel denny
3. Patent europejski EP2715271 z dnia 09.10.2014 r. pt. A lightweight bar armor[2]
4. Patent krajowy (P.395135) z dnia 12.09.2014 r. pt. Mechanizm obrotu i blokowania platformy nadwozia wagonu kolejowego zwłaszcza do transportu kombinowanego
5. Patent krajowy nr PAT.217044 z dnia 05.11.2013 r. pt. Przenośne stanowisko poligonowe do prób wybuchowych
6. Patent krajowy nr PAT.217168 z dnia 13.11.2013 r. pt. Lekki pancerz prętowy
7. Patent krajowy nr PAT.215842 z dnia 26.08. 2013 r. pt. Modułowy pływający system przeprawowy
8. Patent krajowy nr PAT.216416 z dnia 02.08.2013 r. pt. Wagon kolejowy z obrotową platformą ładunkową
9. Patent krajowy nr PAT.216117 z dnia 10.07.2013 r. pt. Wielofunkcyjna osłona balistyczna
10. Patent europejski nr EP2251255 z dnia 01.05.2013 r. pt. A sectional pontoon bridge[3]
11. Patent europejski nr EP2388173 z dnia 27.11.2013 r. pt. A railway wagon with a rotatable loading floor[4]
12. Wzór użytkowy nr RWU.067112 z dnia 03.09.2013 r. pt. Pancerz prętowy o małej masie efektywnej
13. Zgłoszenie Patentowe w Urzędzie Patentowym RP nr P.402397 z dnia 09.01.2013 r. pt. Sposób odmetanowania węgla przy użyciu płynnego CO2
14. Zgłoszenie Patentowe w Urzędzie Patentowym RP nr P.402585 z dnia 28.01.2013 r. pt. Sposób intensyfikacji eksploatacji ciepła z odwiertów głębokich
15. Zgłoszenie Patentowe w Urzędzie Patentowym RP nr P.403165 z dnia 15.03.2013 r. pt. Smart panel
16. Zgłoszenie Patentowe w Urzędzie Patentowym RP nr P.404346 z dnia 17.06.2013 r. pt. Składany stojak kuli lub laski ortopedycznej
17. Zgłoszenie Patentowe w Urzędzie Patentowym RP nr P.404530 z dnia 01.07.2013 r. pt. Urządzenie do odtwarzania sił bezwładności w symulatorach jazdy
18. Zgłoszenie Patentowe w Urzędzie Patentowym RP nr P.404804 z dnia 22.07.2013r. pt. Osłona antywybuchowa kompozytowo-pianowa do ochrony słupów obiektów publicznych
19. Zgłoszenie patentowe europejskie nr EP13461507.9 z dnia 25.02.2013 r. pt. Method Of Conjugated Hydrocarbon Gas Extraction And Storage CO2 In Horizontal Wellbores
20. Zgłoszenie Patentowe w Urzędzie Patentowym RP nr P398228 z dnia 24.02.2012 r. pt. Sposób sprzężonego wydobycia węglowodorów gazowych i magazynowania CO2 w odwiertach poziomych
21. Zgłoszenie Patentowe w Urzędzie Patentowym RP nr P398274 z dnia 29.02.2012 r. pt. Wieloczłonowe urządzenie penetrujące do wykonywania odwiertów o małej średnicy
22. Zgłoszenie patentowe europejskie nr EP12170915.8 z dnia 05.06.2012 r. pt. A railway wagon and a mechanism for rotating and blocking a loading floor of a railway wagon for combined transportation
23. Zgłoszenie patentowe europejskie nr EP12171708.6 z dnia 12.06.2012 r. pt. A cassette of a floating bridge
24. Zgłoszenie Patentowe w Urzędzie Patentowym RP nr P-395311 z dnia 17.06.2011 r. pt. Zespół zamków mechanicznych do łączenia kaset mostu pływającego oraz mechanizm otwierania kasety
25. Zgłoszenie Patentowe w Urzędzie Patentowym RP nr P-395302 z dnia 16.06.2011 r. pt. Drogowy panel energochłonny
26. Zgłoszenie Patentowe w Urzędzie Patentowym RP nr P-395209 z dnia 09.06.2011 r. pt. Chwytak specjalny do podejmowania elementów różnogabarytowych
27. Zgłoszenie Patentowe w Urzędzie Patentowym RP nr P-398508 z dnia 09.06.2011 r. pt. Przyczepa specjalna do transportu ładunków spaletyzowanych z samozaładowczym osprzętem widłowym
28. Zgłoszenie patentowe europejskie nr EP10461514.1 z dnia 05.05.2010 r. pt. A sectional pontoon bridge
29. Zgłoszenie patentowe europejskie nr EP10461528.1 z dnia 14.09.2010 r. pt. A railway wagon with a rotably loading floor
30. Zgłoszenie Patentowe w Urzędzie Patentowym RP nr P 390885 z dnia 31.03.2010 r. pt. Wielofunkcyjna maszyna wytrzymałościowa do badań udarowych i statycznych
31. Zgłoszenie Patentowe w Urzędzie Patentowym RP nr P.392851 z dnia 12.07.2010 r. pt. Wielofunkcyjna osłona balistyczna
32. Zgłoszenie Patentowe w Urzędzie Patentowym RP nr P.391269 z dnia 19.05.2010 r. pt. Układ wagonu platformy kolejowej z peronem do transportu kombinowanego
33. Zgłoszenie patentowe europejskie nr EP10461514.1 z dnia 05.05.2010 r. pt. A sectional pontoon bridge
34. Zgłoszenie Patentowe w Urzędzie Patentowym RP nr P387121 z dnia 23.01.2009 r. pt. System transportu koleją
35. Zgłoszenie Patentowe w Urzędzie Patentowym RP nr P388739 z dnia 06.05.2009 r. pt. Pontonowy most kasetowy
36. Zgłoszenie Patentowe w Urzędzie Patentowym RP nr P388846 z dnia 20.08.2009 r. pt. Wagon kolejowy do transportu kombinowanego
37. Zgłoszenie patentowe europejskie nr EP09460031.9 z dnia 22.06.2009 r. pt. Modular floating system and a method of its manufacture

## Medale i odznaczenia
1. Krzyż Oficerski Orderu Odrodzenia Polski (2010)[5]
2. Krzyż Kawalerski Orderu Odrodzenia Polski (1999)
3. Złoty Krzyż Zasługi (1987)
4. Medal Komisji Edukacji Narodowej (2000)
5. Złoty Medal „Siły Zbrojne w Służbie Ojczyzny” (1990)
6. Srebrny Medal Siły Zbrojne w Służbie Ojczyzny (1989)
7. Brązowy Medal Siły Zbrojne w Służbie Ojczyzny (1975)
8. Złoty Medal za Zasługi dla Obronności Kraju (1994)
9. Srebrny Medal za Zasługi dla Obronności Kraju (1983)
10. Brązowy Medal za Zasługi dla Obronności Kraju (1978)
11. Złoty medal za zasługi dla Wojskowej Akademii Technicznej (2009)
12. Odznaka honorowa „Zasłużony dla transportu Rzeczypospolitej Polskiej”(2008)
13. Krzyż Wielki Grand Officer orderu „Merite de L’Invention” Królestwa Belgii za zasługi w ruchu wynalazczym, Komisja Odznaczeń Belgii ds Wynalazczości, 2013
14. Krzyż Komandorski orderu „Merite de L’Invention” za zasługi w ruchu wynalazczym, Bruksela, Belgia 2012 r.
15. Krzyż Oficerski orderu „Merite de L’Invention” za zasługi w ruchu wynalazczym, Bruksela, Belgia (2004)
16. Medal im. Profesora Stefana Ziemby za całokształt dorobku (2013)
17. Medal Honorowy SPWiR im. Tadeusza Snedzimira (2013)
18. Medal im. Profesora Jana Szmeltera (2014)

## Nagrody, medale, wyróżnienia zespołu KMIIS pod kierownictwem prof. Niezgody
1. Nagroda Ministra Nauki i Szkolnictwa Wyższego Za wybitne osiągnięcia w dziedzinie wynalazczości i sukcesy odnoszone na międzynarodowych wystawach, a także za szczególną aktywność w dziedzinie promocji wynalazczości na arenie międzynarodowej w roku 2013 – Zespół Katedry Mechaniki i Informatyki Stosowanej Wydziału Mechanicznego WAT, 2014
2. Nagroda Ministra Nauki i Szkolnictwa Wyższego Nagroda ministra dla zespołu naukowo-badawczego w składzie: prof. Tadeusza Niezgody w składzie: dr hab. inż. Wiesław Barnat, mgr inż. Tomasz Wróbel i dr inż. Marcin Szczepaniak za „Rodzinę modułowych pojazdów specjalnych do rozpoznania i rozminowywania dróg SHIBA” za uzyskanie Grand Prix na światowej wystawie w Kuala Lumpur, 2014
3. Nagroda Ministra Nauki i Szkolnictwa Wyższego Nagroda ministra dla zespołu naukowo-badawczego w składzie: gen. bryg. prof. dr hab. inż. Zygmunt Mierczyk, prof. dr hab. inż. Tadeusz Niezgoda, dr inż. Danuta Miedzińska, dr inż. Grzegorz Sławiński, mgr inż. Marcin Konarzewski i mgr inż. Piotr Kędzierski za „Metodę zwiększania odzysku ciepła z głębokich otworów” za złoty medal z wyróżnieniem na wystawie IWIS w Warszawie, 2014
4. Nagroda Ministra Obrony Narodowej za całokształt dorobku naukowego dla prof. dr hab. inż. Tadeusza Niezgody profesora zwyczajnego Katedry Mechaniki i Informatyki Stosowanej Wydziału Mechanicznego Wojskowej Akademii Technicznej-2011,
5. Nagroda Ministra Infrastruktury za kierowanie pracą dotyczącą „Panelu energochłonnego poprawiającego bezpieczeństwo uczestników zdarzenia drogowego” – prof. dr hab. inż. Tadeusz Niezgoda – 2011,
6. Nagroda Ministra Infrastruktury za kierowanie pracą dotyczącą „Zaawansowanej metody symulacji i badań numerycznych w zastosowaniu do opracowania innowacyjnej konstrukcji wagonu kolejowego do przewozu naczep typu TIR” – prof. dr hab. inż. Tadeusz Niezgoda 2011,
7. Złoty medal za „Innowacyjna metoda pozyskiwania energii termalnej z depozytów gorących skał (HDR)” podczas „43. Geneva Inventions″, 2015
8. Złoty medal za „Innovative method of acquisition of thermal energy from deposits of hot dry rocks (HDR)” podczas wystawy „Archimedes 2015″ w Moskwie, 2015
9. Dyplom MNiSW, statuetkę SPWIR oraz Fundacji PRO INVENTIO za „System Obrony Aktywnej” i osiągnięcia na wynalazczej arenie międzynarodowej w roku 2014 podczas XXII Giełdzie Wynalazków w Centrum Nauki Kopernik, 2015
10. Złoty medal z wyróżnieniem – za „System Obrony Aktywnej” na wystawie IWIS w Warszawie, 2014
11. Brązowy Medal – za „Unfolding Support for Crutches” na wystawie IWIS w Warszawie, 2014
12. Złoty medal za „Rodzina modułowych pojazdów specjalnych do rozpoznania i rozminowania dróg SHIBA”, 5th FAJR International Inventions and Innovations Exhibitions FINEX 2013, Teheran, Iran, 2013
13. Srebrny medal za „Sposób sprzężonego wydobycia węglowodorów gazowych i magazynowania CO2 w odwiertach poziomych”, 12. Międzynarodowa Wystawa Wynalazków i Innowacji MTExpo 2013, Kuala Lumpur, Malezja, 2013
14. Nagroda Honorowa World Invention Intellectual Property Associations za „Rodzina modułowych pojazdów specjalnych do rozpoznania i rozminowania dróg SHIBA”, 12. Międzynarodowa Wystawa Wynalazków i Innowacji MTExpo 2013, Kuala Lumpur, Malezja, 2013
15. Złoty medal za „Rodzina modułowych pojazdów specjalnych do rozpoznania i rozminowania dróg SHIBA”, 16. Międzynarodowy Salon Wynalazków i Innowacyjnych Technologii „ARCHIMEDES 2013”, Moskwa, Rosja, 2013
16. Srebrny medal za „Sposób sprzężonego wydobycia węglowodorów gazowych i magazynowania CO2 w odwiertach poziomych”, 16. Międzynarodowy Salon Wynalazków i Innowacyjnych Technologii „ARCHIMEDES 2013”, Moskwa, Rosja, 2013
17. Brązowy medal za „Metoda zwiększania odzysku ciepła z głębokich otworów”, 16. Międzynarodowy Salon Wynalazków i Innowacyjnych Technologii „ARCHIMEDES 2013”, Moskwa, Rosja, 2013
18. Nagroda Specjalna Chinese Innovation&Invention Society (TAIWAN) za „Metoda zwiększania odzysku ciepła z głębokich otworów”, 16. Międzynarodowy Salon Wynalazków i Innowacyjnych Technologii „ARCHIMEDES 2013”, Moskwa, Rosja, 2013
19. Złoty medal za „Rodzina modułowych pojazdów specjalnych do rozpoznania i rozminowania dróg SHIBA”, 24. Międzynarodowa Wystawa Wynalazków, Innowacyjności i Technologii ITEX 2013, Kuala Lumpur, Malezja, 2013
20. GRAND PRIX – Nagroda dla najlepszego wynalazku zagranicznego, 24. Międzynarodowa Wystawa Wynalazków, Innowacyjności i Technologii ITEX 2013, Kuala Lumpur, Malezja, 2013
21. Złoty medal za „Rodzina modułowych pojazdów specjalnych do rozpoznania i rozminowania dróg SHIBA”, Międzynarodowa Wystawa Wynalazków INST 2013, Tajpej, Taiwan, 2013
22. Srebrny medal za „Uniwersalny panel ochronny poprawiający bezpieczeństwa ludzi w pojazdach specjalnych i infrastrukturze poprzez absorpcję energii wybuchu”, Międzynarodowa Wystawa Wynalazków INST 2013, Tajpej, Taiwan, 2013
23. Brązowy medal za „Sposób sprzężonego wydobycia węglowodorów gazowych i magazynowania CO2 w odwiertach poziomych”, Międzynarodowa Wystawa Wynalazków INST 2013, Tajpej, Taiwan, 2013
24. Złoty medal za „Rodzina modułowych pojazdów specjalnych do rozpoznania i rozminowania dróg SHIBA”, 9. Międzynarodowy Salon Wynalazków i Nowych Technologii „New Time”, Sewastopol, Ukraina, 2013
25. Srebrny medal za „Sposób sprzężonego wydobycia węglowodorów gazowych i magazynowania CO2 w odwiertach poziomych”, 9. Międzynarodowy Salon Wynalazków i Nowych Technologii „New Time”, Sewastopol, Ukraina,2013
26. Srebrny medal za „Metoda zwiększania odzysku ciepła z głębokich otworów”, 9. Międzynarodowy Salon Wynalazków i Nowych Technologii „New Time”, Sewastopol, Ukraina, 2013
27. Złoty medal z wyróżnieniem za „Metoda zwiększania odzysku ciepła z głębokich otworów”, VII Międzynarodowa Warszawska Wystawa Wynalazków IWIS 2013, Warszawa, Polska, 2013
28. Srebrny medal za „Rodzina modułowych pojazdów specjalnych do rozpoznania i rozminowania dróg SHIBA”, VII Międzynarodowa Warszawska Wystawa Wynalazków IWIS 2013, Warszawa, Polska, 2013
29. Brązowy medal za „Innowacyjna ekologiczna metoda wydobycia gazu z łupków i składowania CO2”, VII Międzynarodowa Warszawska Wystawa Wynalazków IWIS 2013, Warszawa, Polska, 2013
30. Brązowy medal za „Składany stojak kuli lub laski ortopedycznej”, VII Międzynarodowa Warszawska Wystawa Wynalazków IWIS 2013, Warszawa, Polska, 2013
31. Brązowy medal za „Rodzina modułowych pojazdów specjalnych do rozpoznania i rozminowania dróg SHIBA”, Międzynarodowa Wystawa Wynalazków iENA 2013, Norymberga, Niemcy, 2013
32. Srebrny medal za „Metoda zwiększania odzysku ciepła z głębokich otworów”, Międzynarodowa Wystawa Wynalazków iENA 2013, Norymberga, Niemcy, 2013
33. Srebrny medal za „Innowacyjna ekologiczna metoda wydobycia gazu z łupków i składowania CO2”, Międzynarodowa Wystawa Wynalazków iENA 2013, Norymberga, Niemcy, 2013
34. Srebrny medal za „Innowacyjna ekologiczna metoda wydobycia gazu z łupków i składowania CO2”, Światowe Targi Wynalazczości, Badań Naukowych i Nowych Technik „BRUSSELS INNOVA 2013”, Bruksela, Belgia, 2013
35. Srebrny medal za „Składany stojak kuli lub laski ortopedycznej”, Światowe Targi Wynalazczości, Badań Naukowych i Nowych Technik „BRUSSELS INNOVA 2013”, Bruksela, Belgia, 2013
36. Złoty medal za „Uniwersalny panel ochronny poprawiający bezpieczeństwa ludzi w pojazdach specjalnych i infrastrukturze poprzez absorpcję energii wybuchu”, XV. Międzynarodowy Salon Wynalazków i InnowacyjnychTechnologii „ARCHIMEDES 2012” w Moskwie, 2012
37. Srebrny medal za „Lekki pancerz prętowy”, XV. Międzynarodowy Salon Wynalazków i Innowacyjnych Technologii „ARCHIMEDES 2012” w Moskwie, 2012
38. Brązowy medal za „Wagon kolejowy z obrotową platformą ładunkową”, XV. Międzynarodowy Salon Wynalazków i Innowacyjnych Technologii „ARCHIMEDES 2012” w Moskwie, 2012
39. Złoty medal za „Pojazd specjalny Shiba z georadarem do wykrywania i neutralizacji zagrożeń IED”, VIII Międzynarodowa Wystawa Wynalazków „International Salon of Inventions and New Technologies – New Time”, Sewastopol, Ukraina, 2012
40. Złoty medal za „Uniwersalny panel ochronny poprawiający bezpieczeństwa ludzi w pojazdach specjalnych i infrastrukturze poprzez absorpcję energii wybuchu”, VIII Międzynarodowa Wystawa Wynalazków „International Salon of Inventions and New Technologies – New Time”, Sewastopol, Ukraina, 2012
41. Złoty medal za „Wagon kolejowy z obrotową platformą ładunkową”, VIII Międzynarodowa Wystawa Wynalazków „International Salon of Inventions and New Technologies – New Time”, Sewastopol, Ukraina, 2012
42. Srebrny medal za „Lekki pancerz prętowy do ochrony przed pociskami z głowicami kumulacyjnymi typu RPG”, VIII Międzynarodowa Wystawa Wynalazków „International Salon of Inventions and New Technologies – New Time”, Sewastopol, Ukraina, 2012
43. Srebrny medal za „Panel energochłonny poprawiający bezpieczeństwo bierne uczestników zdarzenia drogowego”, VIII Międzynarodowa Wystawa Wynalazków „International Salon of Inventions and New Technologies – New Time”, Sewastopol, Ukraina, 2012
44. Złoty medal za „Sposób sprzężonego wydobycia węglowodorów gazowych i magazynowania CO2 w odwiertach poziomych”, VI Międzynarodowa Warszawska Wystawa Innowacji IWIS 2012 w Warszawie, 2012
45. Srebrny medal za „Shiba z georadarem do wykrywania i neutralizacji zagrożeń IED”, VI Międzynarodowa Warszawska Wystawa Innowacji IWIS 2012 w Warszawie, 2012
46. Złoty medal za „Sposób sprzężonego wydobycia węglowodorów gazowych i magazynowania CO2 w odwiertach poziomych”, Światowe Targi Wynalazczości, Badań Naukowych i Nowych Technik „BRUSSELS INNOVA 2012” w Brukseli, 2012
47. Złoty medal za „Pojazd specjalny Shiba z georadarem do wykrywania i neutralizacji zagrożeń IED”, Światowe Targi Wynalazczości, Badań Naukowych i Nowych Technik „BRUSSELS INNOVA 2012” w Brukseli, 2012
48. Srebrny Medal za „Pojazd specjalny Shiba z georadarem do wykrywania i neutralizacji zagrożeń IED”, Międzynarodowe Targi Wynalazków w Seulu SIIF 2012, 2012
49. Brązowy medal za „Sposób sprzężonego wydobycia węglowodorów gazowych i magazynowania CO2 w odwiertach poziomych”, Międzynarodowe Targi Wynalazków w Seulu SIIF, 2012
50. Srebrny medal za „Wagon kolejowy z obrotową platformą”, 60 Jubileuszowe Światowe Targi Wynalazczości, Badań Naukowych i Nowych Technik „BRUSSELS INNOVA 2011”, Bruksela, 2011
51. Srebrny medal za „Uniwersalny panel ochronny poprawiający bezpieczeństwa ludzi w pojazdach specjalnych i infrastrukturze poprzez absorpcję energii wybuchu” 60 Jubileuszowe Światowe Targi Wynalazczości, Badań Naukowych i Nowych Technik „BRUSSELS INNOVA 2011”, Bruksela, 2011
52. Brązowy medal za „Wagon kolejowy z obrotową platformą”, Międzynarodowe Targi Wynalazczości „Concours – Lepine”, Paryż, 2011
53. Medal Stowarzyszenia Francuskich Wynalazców i Producentów – AIFF za „Panel energochłonny poprawiający bezpieczeństwo bierne uczestników zdarzenia drogowego”, Międzynarodowe Targi Wynalazczości „Concours -Lepine”, Paryż, 2011
54. Nagroda Specjalna za „Lekki pancerz prętowy przeciw pociskom z głowicą kumulacyjną”, 7th Seoul International Invention Fair SIIF-2011, Seul, 2011
55. Srebrny medal za „Wagon kolejowy z obrotową platformą”, Międzynarodowego Salonu „Pomysł–Innowacje –Nowe Produkty” IENA 2011, Norymberga, 2011
56. Złoty medal za Uniwersalny panel ochronny poprawiający bezpieczeństwa ludzi w pojazdach specjalnych i infrastrukturze poprzez absorpcję energii wybuchu, V Międzynarodowa Warszawska Wystawa Innowacji IWIS 2011, 2011
57. Złoty medal za Lekki pancerz prętowy przeciw pociskom z głowicą kumulacyjną, V Międzynarodowa Warszawska Wystawa Innowacji IWIS 2011, 2011
58. Srebrny medal za Panel energochłonny poprawiający bezpieczeństwo bierne uczestników zdarzenia drogowego, V Międzynarodowa Warszawska Wystawa Innowacji IWIS 2011, 2011
59. Srebrny medal na za Wagon kolejowy z obrotową platformą, V Międzynarodowa Warszawska Wystawa Innowacji IWIS 2011, 2011
60. Srebrny medal za „Pontonowy most kasetowy”, 109 Międzynarodowe Targi Wynalazczości „Concours – Lepine”, Paryż, Francja, 2010
61. Złoty medal za Panel energochłonny poprawiający bezpieczeństwo bierne uczestników zdarzenia, 59 Międzynarodowe Targi Wynalazczości, Badań Naukowych i Nowych Technik, BRUSSELS INNOVA, Bruksela, Belgia, 2010
62. Brązowy medal za „Wielofunkcyjna osłona balistyczna”, 59 Międzynarodowe Targi Wynalazczości, Badań Naukowych i Nowych Technik, BRUSSELS INNOVA, Bruksela, Belgia, 2010
63. Srebrny medal za „Wielofunkcyjna osłona balistyczna”, Międzynarodowy Salon „Pomysł–Innowacje–Nowe Produkty”, IENA 2010, Norymberga, Niemcy, 2010
64. Wyróżnienia za projekt „Panel energochłonny poprawiający bezpieczeństwo bierne uczestników zdarzenia”, International Trade Fair iENA 2010 „Ideas – Inventiona – New products”, IENA 2010, Norymberga, Niemcy, 2010
65. Złoty medal za „Pontonowy most kasetowy”, Międzynarodowa Wystawa Innowacji SIIF 2010, Seul, 2010
66. Brązowy medal za „Panel energochłonny poprawiający bezpieczeństwo bierne uczestników zdarzenia drogowego”, Międzynarodowa Wystawa Innowacji SIIF 2010, Seul, 2010
67. Brązowy medal za „Wagon kolejowy z obrotową platformą ładunkową”, Międzynarodowa Wystawa Innowacji SIIF 2010, Seul, 2010
68. Nagroda specjalna Koreańskiej Federacji Małego i Średniego Biznesu Nagrodzony za „Wagon kolejowy z obrotową platformą ładunkową” Międzynarodowa Wystawa Innowacji SIIF 2010, Seul, 2010
69. Srebrny medal za „Pontonowy most kasetowy”, IV Międzynarodowa Warszawska Wystawa Innowacji IWIS 2010, Warszawa, 2010
70. Srebrny medal za „Panel energochłonny poprawiający bezpieczeństwo bierne uczestników zdarzenia drogowego”, IV Międzynarodowa Warszawska Wystawa Innowacji IWIS 2010, Warszawa, 2010
71. Brązowy medal za „Wielofunkcyjna osłona balistyczna”, IV Międzynarodowa Warszawska Wystawa Innowacji IWIS 2010, Warszawa, 2010
72. Srebrny medal za „Panele wielowarstwowe w zastosowaniu do poprawy bezpieczeństwa infrastruktury przesyłowej ropy i gazu”, 58th Światowe Targi Wynalazczości, Badań Naukowych i Nowych Technik – Brussels Innova2009, Bruksela, Belgia, 2009

## Wybrana literatura
- D. Miedzińska i inni, Study on coal microstructure for porosity levels assessment, „Bulletin of the Polish Academy of Sciences: Technical Sciences”, 61 (2), 2013, s. 499–505, ISSN 0239-7528, OCLC 5570748375 [dostęp 2018-03-10] (ang.).
- T. Niezgoda i inni, Study on carbon dioxide thermodynamic behavior for the purpose of shale rock fracturing, „Bulletin of the Polish Academy of Sciences: Technical Sciences”, 61 (3), ISSN 0239-7528, OCLC 5186069575 [dostęp 2018-03-10] (ang.). Brak numerów stron w czasopiśmie
- Niezgoda i inni, Projekt konstrukcyjny prototypowego wagonu kolejowego do przewozów intermodalnych z obrotową platformą ładunkową, „Mechanik”, R. 85, nr 5-6, 2012, ISSN 0025-6552 [dostęp 2018-03-10] (pol.). Brak numerów stron w czasopiśmie
- Danuta Miedzińska i inni, Numerical Modeling of Magnetorheological Elastomers Microstructure Behavior under Magnetic Field, „SSP Solid State Phenomena”, 183, 2011, s. 125–130, OCLC 4814414054 [dostęp 2018-03-10] (ang.).
- Pawel Baranowski, Jerzy Malachowski, Tadeusz Niezgoda, Numerical Analysis of Vehicle Suspension System Response Subjected to Blast Wave, „AMM Applied Mechanics and Materials”, 82, 2011, s. 728–733, OCLC 4798292100 [dostęp 2018-03-10] (ang.).
- Wiesław Barnat i inni, Application of composites to impact energy absorption, „COMMAT Computational Materials Science”, 50 (4), 2011, s. 1233–1237, ISSN 0927-0256, OCLC 4930504859 [dostęp 2018-03-10] (ang.).
- Niezgoda T., Kosiuczenko K., Barnat W., Panowicz R., Analiza numeryczna uderzenia odłamkiem w płytę warstwową, Górnictwo Odkrywkowe, 2010, 51, 3, s. 61–64.
- Wiesław Barnat i inni, Application of composites to impact energy absorption, „COMMAT Computational Materials Science”, 50 (4), 2011, s. 1233–1237, ISSN 0927-0256, OCLC 4930504859 [dostęp 2018-03-10] (ang.).
- Wiesław Szymczyk i inni, Experimental Validation of Numerical Methods of MRE Simulations, „SSP Solid State Phenomena”, 154, 2009, s. 113–120, OCLC 4661860364 [dostęp 2018-03-10] (ang.).
- Niezgoda T., Miedzińska D., Aluminum foam testing for impact energy absorption aims, Journal of KONES Powertrain and Transport, 2009, 16, 3, 283-289.
- Ochelski S., Niezgoda T., Parameter selection rules for elements of energy-absorbing structures, Engineering Transactions, 2009, 57, 1, 17-34.
- Klasztorny M., Niezgoda T., Gieleta R., High Performance Structures & Materials IV, WIT Transactions on The Built Environment, Vol. 97, Eds.: W.P. de Wilde, C.A. Brebbia; Viscoelastic modelling of regular cross-ply polymer-matrix laminates; WIT Press, Southampton, UK, Southampton – Boston, 2008; 13–22.
- Tadeusz Niezgoda, Wiesław Barnat, Analysis of protective structures made of various composite materials subjected to impact, „Materials science & engineering. A, Structural materials, properties, microstructure and processing.”, 483, 2008, s. 705, ISSN 0921-5093, OCLC 707128796 [dostęp 2018-03-10] (ang.).
- Agnieszka Derewonko i inni, Strength assessment of adhesive-bonded joints, „COMMAT Computational Materials Science”, 43 (1), 2008, s. 157–164, ISSN 0927-0256, OCLC 5900156585 [dostęp 2018-03-10] (ang.).
- T Niezgoda, W Barnat, Computational and Experimental Study of Energy Absorption Metter by Composite Structures, 2006, s. 223, OCLC 7330599192 [dostęp 2018-03-10] (ang.).